# 长珠柄景天
长珠柄景天（学名：Sedum longifuniculatum）为景天科景天属的植物，为中国的特有植物。分布在中国大陆的四川等地，生长于海拔4,200米的地区，多生长在山顶上，目前尚未由人工引种栽培。